# Эфиопские титулы
Эфиопские титулы часто встречаются в текстах, посвящённых старой Эфиопии, и в переводной литературе. Пишутся они так, как звучат в амхарском языке и в древнеэфиопском языке геэзе, без перевода. В данной статье приводятся толкования придворных, военных, духовных и других эфиопских титулов и, при возможности, их оригинальное написание.
В русских текстах эфиопские титулы могут быть написаны по-разному. Это связано с тем, что в амхарском языке существуют звуки, для которых может не быть обозначения, с одной стороны, в русском языке ([w], [ə]), а с другой стороны, в западноевропейских языках, с которых эти тексты могут быть переведены (ы [ɨ]). Поэтому титулы, начинающиеся с буквы «ы», могут быть написаны через «и» или «э», а со звука «[w]» — через «у» или «в». Некоторые буквы могут удваиваться, и наоборот.
Для титулов, состоящих из нескольких слов, следует искать толкование каждого из них по отдельности.

## А
- Аба гада — оромский титул, означающий старейшину, который руководит обрядом посвящения членов одной возрастной группы племени в следующую ступень.
- Абагаз — временное звание военачальника, посылаемого для выполнения отдельной самостоятельной боевой задачи. По выполнении её и присоединении к остальному войску этот военачальник переставал называться абагазом.
- Абба — дословно «отец», соответствует слову «авва» — определение каждого духовного лица без указания его должности. Абба употребляется также в прозвищах влиятельных лиц и царей.
- Абето хун (амх. አቤቶሁን) — титул эфиопских принцев крови и наследников престола. Между царскими родственниками, абетохунами и вейзазерами существовало то немаловажное различие, что вейзазеры в отличие от абетохунов не могли претендовать на престол. Со временем значение этого титула уменьшилось. Употреблялись и его сокращённые формы: абето (амх. አቤቶ), а позднее ато (амх. አቶ). Сейчас употребляется просто при обращении, в значении «господин».
- Абунэ — дословно «наш отец», ср. абба (соответствует слову «авва»); титул главы эфиопской церкви. Официальное название митрополита эфиопской церкви звучит «ликэ папасат» или архиепископ (дословно «глава епископов»). Первым митрополитом эфиопской церкви был абунэ Сэлама (IV век), греко-сириец по происхождению. До 1959 года, когда эфиопская церковь отделилась от коптской церкви, абунэ назначался александрийским патриархом обычно из египетских коптов, фактическим же главой церкви являлся ычэге, происхождением из эфиопов. В 1959 году впервые в истории страны на этот пост был избран эфиоп абунэ Базилиос. Обращение «абунэ» применяется также к крупным высокопоставленным церковным сановникам, например к епископам, настоятелям монастырей (главным образом в провинции Тигре). Может прибавляться к имени особо чтимого святого.
- Агаме шум — правитель округа Агаме. Подробнее см. шум.
- Аггафари — титул царского дворецкого, подчиненного мажордому, а также (с середины XVII века) — традиционный титул наместника Самена, часто предводителя стражи.
- Аззаж — дословно «повелевающий». Уже в XV веке это было высокое звание. Титул аззажа могли иметь крупные сановники, такие, как акабе сэат, цэхафе тыызаз. С XVI века одно из самых высоких государственных званий. Четыре аззажа, назначаемые царём, составляли высший царский судейский трибунал. Аззаж назначался только из членов царской семьи. Некоторые правители Эфиопии давали этот титул предводителям гвардии, а также казначеям. Азажи носили одежду эфиопского духовенства (белый подрясник и белый тюрбан), хотя далеко не всегда принадлежали к духовному сословию. По их роли в придворной жизни азажей можно сравнить с думными дьяками в Русском государстве.
- Азмари — бродячие певцы-импровизаторы.
- Азмач (амх. አዝማች) — титул крупных эфиопских военачальников. Это общее обозначение, так как они делились на три разряда. Младшие назывались гыразмач («азмач слева»), средние — кэннязмач («азмач справа»), старшие — дэджазмач («азмач передового полка»). Эти названия соответствовали обычному построению эфиопского войска в битве, когда по флангам царского полка располагались левый и правый полки во главе с гыразмачем и кэннязмачем, а впереди находился передовой полк во главе с дэджазмачем. Ближайшим русским соответствием титулу азмач является воевода.
- Акабе сэат — дословно «хранитель часов»; некогда высокая церковная функция. Согласно легендам, это звание в XIII веке было дано Ийесусу-Моа, одному из деятелей эфиопской церкви, царём Йикуно-Амлаком (1270—85) за помощь в завоевании престола. На рубеже XIV и XV веков самым привилегированным духовным лицом эфиопской церкви являлся акабе сэат из монастыря с озера Хайк. Во времена Иясу Великого (1682—1706) акабе сэат был одной из самых влиятельных личностей при царском дворе и выполнял церковные и светские функции. При царском дворе он следил за распорядком дня, назначал аудиенции у царя и т. д. Он был также самым значительным авторитетом в религиозных спорах. Некогда в его обязанности входила экзаменовка прибывавшего из Александрии абунэ, чтобы уточнить, может ли эфиопская церковь считать ортодоксальным его вероисповедание. С XVII века значение акабэ-саата стало падать, а в XIX веке этот титул вышел из употребления.
- Акацэн — в средние века титул правителя округа Сэрае (Северная Эфиопия), он подчинялся бахыр нэгашу. Титул акацэн давался только крупным феодалам из Сэрае, происходящим обычно из рода Ат-Кэмэ-Мыльгай. В царствование Бэыдэ-Марьяма (1795) этот титул носил также правитель области Гыддым.
- Алека — церковный староста, глава церковного заведения.
- Асалафи — царский кравчий.
- Ате (аце) — соответствует европейскому «Его царское величество».
- Ато — господин, см. тж. Абето хун.
- Афэ ныгусэ (амх. አፈ ንጉሥ) — дословно «уста царя»; некогда верховный судья; с начала XX века титул министра юстиции.
- Ашкер — солдат, слуга.

## Б
- Баала гада — на языке геэз то же, что бальгада.
- Бала амбаль — царский конюх; иногда так называли и баала хамбаль раса (бальдэраса).
- Балаббат — титул мелких и средних землевладельцев, правителей сельских общин.
- Баламбарас (амх. ባላምባራስ) — дословно «глава горной крепости» (амба — столообразная гора), в которой обычно располагалась тюрьма. Традиционный военный титул, введённый, согласно эфиопской традиции, в правление Давида I.
- Бальгада — так называли начальника вооружённого каравана, привозящего соль с побережья, из впадины Тальталь области Архо в пустыне Данакиль, в Центральную Эфиопию. На него возлагалась обязанность по охране каравана и регулярному обеспечению страны солью. Обычно обязанности баала гада возлагались на заместителя правителя округа Ындэрта (Северо-Восточная Эфиопия).
- Бальдэрас, или баала хамбаль рас (геэз) — титул главного императорского конюшего; традиционное военное звание, введённое на рубеже XIV и XV веков.
- Бальтихат — в средние века титул царских жён. Две жены императора носили титул: гыра бальтихат («левая» бальтихат) и кэнь бальтихат («правая» бальтихат).
- Баляге (или, как писали в XVI веке, бэальге) — название мелкого феодального владетеля, воина, получившего за службу небольшое поместье с крестьянами. В XX веке это слово стало пренебрежительным названием сельского жителя («деревенщина»).
- Батре-ярек («патриарх») — почётный эпитет настоятеля собора Тадбаба Марьям.
- Бахыр нэгаш (амх. ባሕር ንጉሥ) — дословно «правящий в приморье»; одна из высших должностей в Эфиопии до XVIII века. Этот титул давался наместникам северной приморской части Эфиопии. Его должность имела особое значение, потому что через его наместничество осуществлялся выход к морю, внешним сношениям, и доступ к огнестрельному оружию. Царь давал также титул нэгаша правителям провинции Годжам и Дамот. Отсюда: годжам нэгаш и дамот нэгаш.
- Баша (амх. ባሻ) («паша») — традиционный военный титул, заимствованный в XVI веке от турок. Титул баши и турк баши в Эфиопии давали предводителям отрядов, вооружённых огнестрельным оружием. Титул турк баши до XX века имел большое значение, в то время как баша стал невысоким воинским званием (сотник).
- Битуоддэд (амх. ቢትወደድ), или бехт-вадад (геэз) — титул министра двора и в то же время первого министра государства. Подобно арабскому визирю, битуоддэд был главным лицом при дворе и первым советником царя в важнейших делах. Одно из самых старых званий при царском дворе, которое давалось наиболее доверенным сановникам царя. Отсюда пословица: «битуоддэд ындэ уоддэд» — «битуоддэд делает согласно своей воле». Некогда при царском дворе было два битуоддэда, из которых один отправлялся в поездки и походы с царём, а другой оставался, чтобы хранить государственный порядок. Во время заседаний царского трибунала, составленного из высших государственных сановников, битуоддэд занимал третье место после царя и акабе сэата. На рубеже XIX и XX веков битуоддэд стал титулом, средним между расом и дэджазмачем, а со времен Менелика II введен титул «рас битуоддэд», который давался ближайшему советнику царя.
- Блатта (амх. ብላታ), или бэлятен (геэз) — паж, см. тж. блаттенгета.
- Блаттенгета (амх. ብላቴና), или бэлятен-гета — дословно «господин пажей». Вероятно, уже в XV веке при царском дворе существовал корпус пажей из 30 молодых рабов. Во главе их был блаттенгета. В период правления Зэра Яыкоба должность блаттенгеты считалась очень ответственной. Со временем, видимо в XVI веке, численность пажей возросла до 150 человек, и установили двух блаттенгетов. Один из них (тыкакын блаттенгета) отвечал за весь корпус пажей и выполнял функции суперинтенданта двора, другой же (тыллак блаттенгета) — функции судьи при царском дворе. Когда битуоддэд и другие высшие сановники уезжали из царской резиденции, блаттенгета становился высшим распорядителем двора. С XVII века уменьшается значение блаттенгеты, а в конце XIX века этот титул исчезает совсем. Как высокое почётное звание он был возвращён во времена царицы Зоудиту.
- Болед — амхарское слово, означающее изгоя феодального общества, свободного разбойника, живущего грабежом. Такие люди нередко ставили перед собой целью не личное обогащение, а борьбу против властей или за место в феодальном обществе. Ср. шыфта.
- Бэальге — см. баляге.
- Бэджыронд — одно из самых старых званий при царском дворе, введённое в конце XIV века. Тогда это был царский казначей и ключник. С ростом Гондэра и гондэрского двора таких заведующих стало несколько.
- Бэлятеноч-гета — амхаризированная форма титула бэлятен-гета (см. блаттенгета).

## В
- Вадала — первоначально это слово было этнонимом, означавшим одну из этнических групп народа агау. К середине XVI века оно стало словом нарицательным для обозначения людей глупых и грубых, а в XVII веке стало означать людей низкого происхождения и социального статуса, «подлых» в старорусском значении этого слова.
- Васан-азмач — титул военачальника пограничной области, который со своими войсками должен был отражать вражеские набеги на границы.
- Вейзазеры — титул принцев крови и знатных людей, возводящих свой род к царскому роду, но по отдаленности родства не могущих претендовать на престол, ср. абето хун.
- Вейзаро (амх. ወይዘሮ) — см. уойзэро.
- Вольде (уольдэ) — сын (встречается в именах).
- Вуст-азаж (букв. «внутренний азаж») — титул особо приближенных царских советников и деятелей царской администрации, нечто вроде «ближних бояр» в Русском государстве.

## Г
- Гыразмач (амх. ግራዝማች) — дословно «командующий левым (флангом императорских войск)». Прежде одно из высоких эфиопских воинских званий, ср. азмач кэннязмач, дэджазмач.
- Гэббар — крепостной крестьянин в завоёванных областях.
- Гэрад — титул правителей мусульманских областей, расположенных на юго-восточных рубежах Эфиопской империи (Хадья, Доуаро, Гент, Бали). Так назывались и вожди некоторых племён сидамо и сомали.

## Д
- Даджен (дажен) — командующий арьергардом (цараг) эфиопской армии на марше. В его обязанности входило охранять армию от внезапных нападений с тыла, а также оказывать помощь больным и отставшим. В первой половине XVII века эта должность называлась несколько иначе — джедан.
- Дамот нэгаш — см. бахыр нэгаш.
- Джан хой — соответствует «Ваше царское величество».
- Дэбтэра — разновидность эфиопского белого духовенства, по своему положению напоминающая древнееврейских левитов. Это люди, получившие церковное образование, но не посвящённые в духовный сан. От них не требуется ни ухода от мира, как от монахов, ни ненарушимого церковного брака, как от священников. Они не были рукоположены в сан и потому не могут служить обедни, хотя и подвизались при церкви, где исполняют священные пляски и гимны; служат хористами, писцами, секретарями.
- Дэджазмач (амх. ደጅአዝማች), сокращённое дэджач (амх. ደጅአች) — дословно «командующий войском у дверей царского шатра»; одно из высших военных званий.
- Дэджач (амх. ደጅአች) — см. дэджазмач.

## Ж
- Жан-церар — титул, который носили наместники области Вадала.
- Жандараба азаж — начальник царских евнухов.

## К
- Кале аце — дословно «голос его царского величества». В обязанности кале аце входила передача царских приказов.
- Каллеча — языческий жрец оромо, предсказывавший будущее. Его авторитет у оромо был весьма высок.
- Курання — страж заключённого или арестованного, с которым он неразлучен, потому что левая рука стража скована цепью или привязана верёвкой к правой руке арестованного.
- Куцр — оромское слово, означающее посредника или посла.
- Кэннязмач (амх. ቀኝአዝማች) — дословно «командующий правым (флангом императорских войск)»; одно из эфиопских воинских званий, ср. азмач, гыразмач, дэджазмач.
- Кэнтиба — в XVI веке этот титул носили наместники Дамбии, а также Верхнего и Нижнего Хамасена. С XVII века он был присвоен мэрам городов Аддис-Абеба, Асмэра и Гондэр.
- Кэнь бальтихат — см. бальтихат.

## Л
- Лигаба — титул царского дворецкого, отвечающего за допуск посетителей к царю. Лигабе полагается традиционное военное звание дэджазмача.
- Лидж (лыдж) (амх. ልጅ) — дословно «ребёнок»; по значению отвечает приблизительно испанскому «инфант». Некогда этот титул давался только отпрыскам царского рода.
- Лике — разговорное сокращение от «лика мацани» — титула члена верховного суда.
- Ликэ вамбар — один из четырёх сопредседателей верховного суда.
- Ликэ дэбтэра — глава придворных дэбтэра.
- Ликэ мазамран — глава придворных певчих.
- Лика маэмэран (букв. «глава ученых») — титул главы придворных богословов, настоятель столичного собора.
- Ликэ мэквас (амх. ሊቀ መኳስ) — с XV века так назывался царский конюший и в то же время двойник царя. Обычно в сражениях лика мэквас, облачённый в царские парадные одеяния, сидел под царским зонтиком, тогда как царь в простой одежде руководил сражением, находясь в другом месте. Во время публичных выступлений царя он, находясь рядом с ним, должен был отводить от него злые чары.
- Ликэ папасат — см. абунэ.
- Лиуль (лыуль) (амх. ልዑል) — «его высочество», титул сыновей царя. Кроме того, перед высшим военным и административным званием ставится слово лиуль, например лиуль рас, лиуль дэджазмач и т. п., указывающее на родовитость данного сановника.
- Лиыльт (амх. ልዕልት) — «её высочество», титул дочерей царя.
- Луба — оромское слово, означающее правящую возрастную группу в оромском обществе.

## М
- Магаби — титул эконома, управляющего движимым и недвижимым имуществом того или иного церковного учреждения. Очень часто светские властители старались захватить эту доходную должность для себя, своего вассала или приближённого, для которого она превращалась просто в выгодную синекуру.
- Мар — титул, даваемый некогда в Эфиопии светским и духовным сановникам за особо благочестивую жизнь или выдающуюся образованность.
- Мелькит — см. яковит.
- Моте (или моти) — слово, общее для всех кушитских языков, означающее светского правителя.
- Мэкет азмач — звание, даваемое только правителям округа Мэкет.
- Мэконнын (амх. መኮንን) — см. мэсафынт.
- Мэкуаннынт — см. мэсафынт.
- Мэляке бахыр — дословно «приморский легат». Первоначально титул правителя округов, расположенных на побережье Красного моря, в XV в. изменённый на бахыр нэгаш (см.).
- Мэлякэ берханат (букв. «ангел светов») — традиционный эпитет настоятеля собора Дабра Берхан.
- Мэлякэ ганнат (букв. «ангел рая») — традиционный эпитет настоятеля придворной церкви св. Михаила.
- Мэлякэ цэхай — дословно «солнечный ангел». Титул главы некоторых монастырей и церквей.
- Мэрыд азмач (амх. መርዕድ አዝማች) — дословно «прекрасный вождь». Этот титул носили отдельные шоанские князья в XVIII — середине XIX века.
- Мэсафынт (амх. መሳፍንት) — дословно «князья» или принцы (ед. число мэсфын — князь). Принцы из царского рода, а также самые крупные князья провинций, например, мэсафынт харар (амх. መስፍን ሐረር), рейсэ мэсафынт(амх. ርዕሰ መኳንንት). Самое большое политическое значение они имели в период упадка центральной власти в Эфиопии, со второй половины XVIII до середины XIX века, в период, называемый «зэмэнэ мэсафынт» — период удельных князей. До революции они играли огромную роль в политической и экономической жизни Эфиопии. Это крупные земельные собственники. Другое значение — ещё одно название князей мекуаннынт (ед. ч. мэконнын амх. መኮንን) — наместников области Тигрэ.

## Н
- Нагаш — традиционный титул наместника Годжама.
- Негус — см. ныгусэ.
- Ныбурэ ыд — дословно «рукоположённый», то есть «назначаемый» или «посвящённый». Звание светского главы церкви, одно из самых старших и самых высоких в Эфиопии, давалось обычно главе аксумского собора Цыйон.
- Ныгусэ ((амх. ንጉሥ) — дословно «царь»; один из самых древних эфиопских титулов, восходящий к аксумскому периоду. Ныгусэ подчинялся единственно, и то только формально, ныгусэ нэгэст, «царю царей».
- Ныгусэ нэгэст (амх. ንግሥተ ነገሥታት) — дословно «царь царей». С аксумских времён это титул императоров (царей) Эфиопии.
- Нэгадрас (букв. «глава купцов») — этот титул имел два значения: в более широком — заведующий торговлей, базаром и купцами, взимавший торговые пошлины; в более узком — заведующий троном, однако не церемониальной частью, а его украшением и парадными одеяниями царя.

## П
- Паша — титул турецкого происхождения, который в XVII веке в Эфиопии стал означать начальника отряда, целиком вооружённого огнестрельным оружием.

## Р
- Рак масэре — должность, введённая в середине XV века царем Зэра Яыкобом для своих специальных чиновников, уполномоченных следить за деятельностью царских наместников на местах. Впоследствии, когда реформы Зэра-Яыкоба не привились в стране, рак-масар стал просто почётным придворным титулом.
- Рас (амх. ራስ) — дословно «голова»; один из высших титулов при царском дворе и в провинциях. В XVI веке это слово означало просто начальника, но к XVII веку стало означать высший титул в эфиопской феодальной иерархии и применяться преимущественно к битуоддэду.
- Рас битуоддэд — см. битуоддэд.

## Т
- Таресамба азаж — титул чиновника, ведавшего дворцовым хозяйством, в частности конюшнями.
- Тыллак блаттенгета — начальник старших пажей, которые уже не прислуживали царю, как младшие пажи, а составляли отряд его телохранителей. Соответственно начальник старших пажей занимал в придворной иерархии положение на 15 ступеней выше, нежели начальник младших пажей. См. тж. блаттенгета.
- Тэкакэн блаттенгета — начальник младших пажей, которые прислуживали царю.
- Тигре мэконнын — титул правителя провинции Тигре.
- Турк баша — см. баша.

## У
- Уохни аззаж — дословно «распоряжающийся тюремным заключением»; этот титул присваивался правителю анкобэрского округа. Степень равная дэджазмачу.
- Уойзерит (амх. ወይዘሪት) — обращение к девушке.
- Уойзэро(амх. ወይዘሮ), или вейзаро — некогда этот титул соответствовал определению «княгиня». Его носили княжны из царского рода или некоронованные супруги царя. С XIX века это слово стало распространённым обращением, применяемым к замужним женщинам, аналогично слову «госпожа».
- Уольде (Вольде) — сын (встречается в именах).

## Ф
- Фитаурари (амх. ፊትአውራሪ) — дословно «атакующий во главе». Один из самых старых традиционных военных титулов в Эфиопии, введенный в XIV веке. Фитаурари был либо командующим авангардом или передовым разведывательным отрядом, либо главнокомандующим войсками царя или отдельных провинциальных правителей.

## Х
- Хамбаль рас — см. баала хамбаль, бальдэрас.
- Хегэно — титул правителей мусульманских округов Юго-Восточной Эфиопии, установленный Зэра Яыкобом и вскоре потом ликвидированный.
- Хедуг рас (или хедуг) — титул царского мажордома.

## Ц
- Цабати-гета — викарный епископ, выполнявший роль заместителя ычэге.
- Царадж-масаре, или цераг-масаре, — титул главы придворного духовенства. Он служил литургию в походной церкви царя, а также выполнял в походе обязанности царского церемониймейстера.
- Цасаргуэ — придворный титул члена верховного суда, входившего в состав царской курии, обычно это были люди духовного звания.
- Цев — рядовой воин царского полка (чава), получавший за свою службу от царя землю в составе полка в коллективную и наследственную собственность. Свой участок земли он обрабатывал собственным трудом и трудом своих домочадцев.
- Цедж-азаж (букв. «распорядитель цеджем») — чиновник дворцового хозяйства, который наблюдал за изготовлением и распределением этой эфиопской медовухи на пирах.
- Цоуа — см. чоуа.
- Цэхафе лам (букв. «записыватель скота») — первоначально это был титул наместников областей царского удела. К XVII веку, однако, он потерял прежнюю связь с удельными землями и превратился просто в почетный титул наместников определенных областей.
- Цэхафе тыызаз (амх. ጸሐፊ ትእዛዝ) — дословно «записывающий приказы». Титул, установленный императором Амдэ Цыйоном для летописца и секретаря, хранителя печати.

## Ч
- Чоуа (цоуа, шоа) — первоначально так называли детей сановников, которым вверялись различные функции. Вероятно, в первой половине XV века из них начали создавать специальные военные отряды, предназначавшиеся для охраны императора, а затем так стали называть и полки военных поселенцев.
- Чыкка шум — деревенский староста.

## Ш
- Шака, или шалека (букв. «тысяченачальник») — традиционное военное звание командующего царским полком (насчитывающим до 900 солдат). Как почётный титул давался правителям некоторых округов.
- Шоа — см. чоуа. Не путать с названием провинции Шоа.
- Шум — дословно «назначаемый»; название начальника или наместника небольшой области. Правители некоторых округов носили этот титул с добавлением названия данного округа, например уаг шум (амх. ዋግሹም), шире шум, тэмбен шум (амх. ሹም ታምብየን), агаме шум, гураге шум. Среди них уаг шум являлся самым высоким званием.
- Шум шыр — дословно «назначаемый — разжалованный»; обычно каждый новый царь проводил шум шыр, отстраняя от власти тех государственных сановников, в лояльности которых он не был уверен, и назначая преданных себе людей.
- Шыр — дословно «разжалованный», см. также шум шыр.
- Шыфта — дословно «разбойник», «повстанец». Ср. болед.

## Ы
- Ымэбет (амх. እመቤት) (буквально «царская девушка») — обозначает замужнюю внучку царя по женской линии (им, как правило, давалось звание лыуль при вступлении в брак), и дочь лыуль раса.
- Ымэбет хой (амх. እመቤት ሆይ) (буквально «большая царская девушка») — обозначает жену того, кто несёт звание лыуль дэджазмач, и других высокопоставленных женщины царской крови.
- Ындэрасе (амх. እንደራሴ) (буквально «как я») — регент Эфиопской империи. Так же называются наместники царя в феодальных владениях и вассалы.
- Ыте (амх. እቴ) — см. ытеге.
- Ыте агрод (букв. «служанки государыни») — служанки, обслуживавшие обширное дворцовое хозяйство. В торжественных случаях (вроде парадных царских выходов) они должны были петь, плясать и приветствовать царя криками радости.
- Ытеге (амх. እቴጌ) — титул, соответствующий «её царское величество», полагался жене царя Эфиопии, венчанной в царицы.
- Ычэге — титул настоятеля монастыря Дэбрэ-Либанос и главного архимандрита всех монастырей Дабра-Либаносского устава. Фактический глава эфиопской церкви, эфиопского происхождения, при номинальном главе — назначавшемся из Египта копте абунэ.

## Э
- Эбрет табаки (букв. «страж череды») — титул начальника царской стражи.
- Эгр заквань (букв. «на ногах стоящий») — название придворного невысокого ранга, который в отличие от высокопоставленных сановников не имел права сидеть на совете или в суде, а должен был присутствовать стоя.
- Эдуг — заместитель, викарий, исполнявший роль заместителя митрополита.
- Эрак-масэре — см. рак-масэре.

## Я
- Яковит — в устах эфиопа это означает правоверного приверженца эфиопской, сиро-яковитской, коптской или армяно-григорианской церкви, то есть монофизита с точки зрения православия. Это название произошло оттого, что после Халкидонского собора (451 год) его участники разделились по вопросу веры на сторонников точки зрения императора Маркиана и на сторонников исповедания Иакова Барадея. Первых противники называли мелькитами (то есть «царскими»), вторые же получили название яковитов.